# Sam Elkas
Sam Elkas (né le 31 mars 1938 à Sherbrooke) est un homme politique québécois.

## Biographie
Sam Elkas est né à Sherbrooke, au Québec, de parents d'origine syrienne; son père était de religion protestante, et sa mère syrienne-orthodoxe. Dans son enfance, le français et l'arabe étaient parlés à la maison, mais il a dû aller à l'école anglaise car il n'était pas catholique. Il a fréquenté le Sherbrooke High School, où il a joué et entrainé au football canadien. Il a travaillé pour la société Bell Canada durant 32 ans, de 1957 à 1989; il a été gérant de district, et a fait partie de la haute direction à partir de 1981.

### Carrière politique
Sam Elkas est devenu en 1973 conseiller municipal de la ville de Kirkland, dans le West Island, banlieue majoritairement anglophone de Montréal. Il en devient maire en 1975 et conserve ce poste jusqu'en 1989.
En 1989, Robert Bourassa le recrute personnellement pour être candidat du Parti libéral du Québec aux élections provinciales de septembre. Bourassa avait besoin de nouveaux candidats anglophones à la suite des démissions de trois de ses ministres anglophones (Lincoln, French et Marx) dans le cadre de la crise linguistique à propos de la langue d'affichage. Sam Elkas l'emporte de justesse devant le candidat du Parti Égalité dans la circonscription de Robert-Baldwin.
Bourassa fait entrer Sam Elkas dans son cabinet immédiatement après les élections, à titre de ministre de la Sécurité publique. À ce poste, et particulièrement en tant que ministre responsable de la Sûreté du Québec, il est plongé au cœur de la crise d'Oka, conflit opposant les Mohawks aux gouvernements canadien et québécois de juillet à septembre 1990. Cependant, il n'a pas été mis au courant à l'avance de l'assaut de la Sureté du Québec sur les barricades des Mohawks de Kanesatake, l'événement qui a précipité la crise. Durant les semaines qui ont suivi, il a été, avec John Ciaccia et Claude Ryan, un des ministres les plus impliqués dans les négociations visant à tenter de résoudre la crise.
Lors d'un remaniement ministériel en octobre 1990, Sam Elkas laisse le ministère de la Sécurité publique pour celui des Transports, poste qu'il gardera plus de quatre ans. Lorsqu'en janvier 1994 Daniel Johnson fils devient le nouveau premier ministre, il n'inclut pas Elkas dans son cabinet. Celui-ci décide alors de quitter la vie politique.

### Carrière après la politique
Après son départ de la politique en 1994, Sam Elkas a été membre de plusieurs conseils d'administration, dont celui du port de Montréal, et membre du Conseil exécutif de l'Université Bishop's. Il a aussi été membre du Comité de transition de la nouvelle Ville de Montréal dans le cadre des réorganisations municipales de 2001.